# ISO 50001
ISO 50001 («Energy management systems — Requirements with guidance for use») — международный стандарт, созданный Международной организацией по стандартизации для управления энергосистемами, который определяет требования для установки, внедрения, сопровождения и улучшения системы энергоменеджмента, цель которой — позволить организации следовать системному подходу в достижении последовательного улучшения энергосистемы, включая энергоэффективность, энергобезопасность и энергопотребление.
Стандарт ISO 50001 снабжает любую организацию, независимо от её размера, территориального или географического положения, полноценной стратегией действий в менеджерской и в технических областях с целью повышения эффективности энергосистемы организации.
Стандарт имеет высокую степень совместимости с ISO 9001 и ISO 14001.

## Разработка
Основной предтечей стандарта ISO 50001 стали американский стандарт ANSI/MSE 2000:2008, корейский стандарт KS A 4000:2007 и стандарты ряда европейских стран в области энергоменеджмента (на основе которых был создан европейский стандарт EN 16001). Принятию стандарта ISO 50001 предшествовала скрупулёзная работа по анализу существующего опыта и принятию сбалансированных решений. В ходе обсуждений концепций национальных стандартов энергоменеджмента предпочтение было отдано американской модели, в которой имеется отражение достигнутого опыта других стран.
Основные этапы разработки стандарта:
- Весна 2008 г. — США инициировано создание Технического комитета ИСО/ТК 242 «Energy Management», секретариат которого возглавил Американский Национальный Институт Стандартов (ANSI) и Бразильская Ассоциация технических норм (ABNT).
- Сентябрь 2008 г. — 1-е пленарное заседание в Вашингтоне: делегаты из 25 стран мира, а также представители Организации ООН по промышленному развитию (UNIDO), представлен 1-й Рабочий проект (Working Draft, WD1).
- Март 2009 г. — 2-е пленарное заседание в Рио-де-Жанейро: 73 делегата из 19 стран мира, на 21 стр. текста 2-го Рабочего проекта (WD2) объём предлагаемых поправок составил свыше 150 страниц.
- Ноябрь 2009 г. — 3-е пленарное заседание в Лондоне: рекордное число комментариев — 754. Из них порядка 200 носили редакционный характер, 150 — общий характер, более 400 — технические замечания.
- Октябрь 2010 г. — 4-е пленарное заседание в Пекине: Из более чем 40 стран, принявших участие в голосовании, 5 европейских стран (Франция, Великобритания, Германия, Италия и Испания) проголосовали «против» представленного проекта ISO/DIS 50001, что замедлило работу над текстом.
- С марта по май 2011 г. — окончательное голосование по финальному проекту ISO/FDIS 50001: ни одного голоса не было подано «против» и лишь 2 страны воздержались[3].
- Стандарт ISO 50001 был опубликован 15 июня 2011 года[4].

Второе издание стандарта — новая редакция ISO 50001:2018 — отменяет и заменяет первое издание (ISO 50001:2011).

## Актуальность энергосбережения
Одной из главных причин необходимости повышения энергоэффективности и энергосбережения является истощаемость природных ресурсов. В настоящее время ограниченность энергоресурсов, так или иначе, затрагивает все государства и становится проблемой глобального масштаба. Актуальность изменения отношения к энергоресурсам связана с высокой энергоёмкостью продукции. Эта проблема в свою очередь влечет за собой такие последствия как неэффективность экономики, неконкурентоспособность продукции, малая реализация на мировых и внутренних рынках, расходы на экспорт, закрытие малоэффективных предприятий и др.
Ещё одной важной причиной повышения энергоэффективности и энергосбережения является загрязнение окружающей среды, в частности, газы выделяемые в атмосферу при сжигании ископаемого углеводородного топлива способны вызывать парниковый эффект.
Внедрение системы энергоменеджмента позволяет решать эти проблемы.

## Преимущества применения
Сертификация в соответствии со стандартом ISO 50001 предполагает:
- Прозрачность и объективность оценки эффективности энергопотребления.
- Сокращение расходов.
- Возможность участия в тендерах. Наличие обязательного, на многих международных рынках, сертификата[6].
- Укрепление имиджа и репутации организации.
- Повышение конкурентоспособности организации. Приобретение маркетингового инструмента для привлечения большего числа потребителей и партнёров.
- Снижение загрязнения окружающей среды и сохранение природных ресурсов.

## Методология
Стандарт ISO 50001 содержит основные требования к организациям:
- разработка политики более результативного использования энергии;
- корректировка цели и задачи в соответствии с политикой;
- использование данных для более полного понимания того, как лучше использовать энергию, и для принятия соответствующих решений;
- измерение результатов;
- анализ того, насколько хорошо работает политика;
- постоянное улучшение энергетического менеджмента.

Стандарт основывается на методологии, известной как цикл по постоянному улучшению PDCA:
- планирование (plan) — проведение энергетического анализа и определение базовых критериев, показателей энергетической результативности, постановка целей, задач и разработка планов мероприятий, необходимых для достижения результатов, которые улучшат энергетическую результативность в соответствии с энергетической политикой организации;
- осуществление (do) — внедрение планов мероприятий в области энергетического менеджмента;
- проверка (check) — мониторинг и измерение процессов и ключевых характеристик операций, определяющих энергетическую результативность, в отношении реализации энергетической политики и достижения целей в области энергетики, и сообщение о результатах;
- действие (act) — принятие действий по постоянному улучшению результативности деятельности в области энергетики и системы энергетического менеджмента[7].